# Laura duPont
| jaar | rang enkelspel |
| ---- | -------------- |
| 1975 | 38             |
| 1976 | 42             |
| 1977 | 23             |
| 1978 | 37             |
| 1979 | 27             |
| 1980 | 44             |
| 1981 | 76             |
| 1982 | 144            |

Laura duPont (Louisville, 4 mei 1949 – Durham, 20 februari 2002) was een tennisspeelster uit de Verenigde Staten van Amerika. DuPont speelde rechtshandig en had een enkelhandige backhand. Zij was actief in het internationale tennis van 1972 tot en met 1983. Zij is geen familie van Margaret Osborne-duPont.

## Loopbaan

### Jeugd encollege tennis
- bron: haar profielpagina op de website van de ITA Hall of Fame

In haar geboorteplaats Louisville (KY) leerde duPont tennissen op gemeentelijke tennisbanen. Als tiener verhuisde zij naar North Carolina, waar zij een opleiding volgde aan de Universiteit van North Carolina. Zij werd kampioen meisjesenkelspel van de staat North Carolina, in de leeftijdcategorie tot 16 jaar (1965, 1966) alsmede in de categorie tot 18 jaar (1966 en 1968). In 1970 werd zij enkelspelkampioen van het nationale college-tennis (U.S. collegiate singles champion), waarmee zij de eerste vrouwelijke sporter was die voor de UNC een nationale titel won. Naast tennis speelde zij ook basketball, en in 1970 werd zij uitgeroepen tot North Carolina AAU Athlete of the Year. Driemaal won zij het Mid-Atlantic Collegiate-kampioenschap in het enkelspel (1968, 1970 en 1971, met een finaleplaats in 1969) plus het dubbelspelkampioenschap in 1970.
Na haar afstuderen in 1972 richtte duPont zich op het internationale beroepstennis, waarin zij al sinds 1968 in geringe mate actief was.

### Enkelspel
DuPont debuteerde internationaal in 1968 op het US Open, waar zij de tweede ronde bereikte.
In 1971 stond duPont voor het eerst in een finale, op het toernooi van Charlotte – zij verloor van landgenote Chris Evert. In 1975 volgde een tweede finaleplaats, op het Canadian Open in Toronto (geklopt door landgenote Marcie Louie) en in 1976 een finaleplaats op het South African Open in Johannesburg (waar zij de zege moest laten aan de plaatselijke Brigitte Cuypers). In 1977 veroverde duPont haar eerste WTA-titel, op het toernooi van Hamburg, door de West-Duitse Heidi Eisterlehner te verslaan. Drie maanden later volgde haar tweede titel, op het WTA-toernooi van Indianapolis, waar zij te sterk was voor landgenote Nancy Richey. In totaal won zij drie WTA-titels, de laatste in 1979 in Toronto, waarmee zij revanche nam op de Zuid-Afrikaanse Brigitte Cuypers.
Haar beste resultaat op de grandslamtoernooien is het bereiken van de kwartfinale, op het US Open 1971. Haar hoogste notering op de WTA-ranglijst is de 23e plaats, die zij bereikte aan het einde van het jaar 1977. Op dat moment stond zij op de tiende plaats van de Amerikaanse nationale ranglijst.

### Dubbelspel
DuPont behaalde in het dubbelspel betere resultaten dan in het enkelspel. Zij debuteerde in 1970 op het US Open, samen met landgenote Marjory Gengler. 
In 1971 stond duPont voor het eerst in een finale, op het toernooi van Pennsylvania in Haverford, samen met landgenote Marjory Gengler – zij verloren van het Australische koppel Lesley Bowrey en Helen Gourlay. In 1973 veroverde duPont haar eerste WTA-titel, op het toernooi van Tokio, samen met landgenote Kristien Kemmer, door het koppel Nancy Gunter en Karen Krantzcke te verslaan. In 1976 volgde een belangrijke overwinning, op het South African Open in Johannesburg – samen met landgenote Valerie Ziegenfuss gaf zij het nakijken aan het plaatselijke duo Yvonne Vermaak en Elizabeth Vlotman. In totaal won zij twaalf WTA-titels, de elfde in 1982 op het Japan Open in Tokio, samen met landgenote Barbara Jordan, en de laatste titel twee weken later in Hongkong, samen met landgenote Alycia Moulton.
Haar beste resultaat op de grandslamtoernooien is het bereiken van de kwartfinale, voor het eerst op Wimbledon 1973 (samen met de Australische Cynthia Doerner) en daarna nog drie keer.

### Prijzen en het latere leven
DuPont ontving de volgende onderscheidingen:
- 1977: North Carolina Tennis Hall of Fame
- 2000: Charlotte Catholic High School Hall of Fame
- 2002: Women's collegiate tennis Hall of fame (postuum)
- 2018: North Carolina Sports Hall of Fame (postuum)

Van 1974 tot 1983 zat zij in het bestuur van de Women's Tennis Association, als penningmeester (1975–1979), als vice-voorzitter (1979–1981) en als lid van het Executive Committee (1981–1983). In 1984 won zij de enkelspeltitel op het US Open in de leeftijdcategorie 35+ en een jaar later de dubbelspeltitel.
Jarenlang gaf zij tennisles aan de Orchard Indoor Tennis Club in Baltimore. Met een borstkankerdiagnose verhuisde duPont in 1997 terug naar North Carolina. Zij overleed in 2002 in het Duke University Medical Center van Durham.

## Palmares

### WTA-finaleplaatsen enkelspel
| nr.              | finale     | toernooi         | ondergrond | tegenstandster     | score         |
| ---------------- | ---------- | ---------------- | ---------- | ------------------ | ------------- |
| gewonnen finales |            |                  |            |                    |               |
| 1.               | 1977-05-15 | WTA Hamburg      | gravel     | Heidi Eisterlehner | 6-1, 6-4      |
| 2.               | 1977-08-14 | WTA Indianapolis | gravel     | Nancy Richey       | 6-4, 6-3      |
| 3.               | 1979-08-19 | WTA Toronto      | hardcourt  | Brigitte Cuypers   | 6-4, 6-7, 6-1 |
| verloren finales |            |                  |            |                    |               |
| 1.               | 1971-04-18 | WTA Charlotte    | gravel     | Chris Evert        | 2-6, 0-6      |
| 2.               | 1975-08-17 | WTA Toronto      | gravel     | Marcie Louie       | 1-6, 6-4, 4-6 |
| 3.               | 1976-11-29 | WTA Johannesburg | hardcourt  | Brigitte Cuypers   | 7-6, 4-6, 1-6 |
| 4.               | 1977-10-02 | WTA Palm Harbor  | gravel     | Virginia Ruzici    | 4-6, 6-4, 2-6 |
| 5.               | 1978-03-12 | WTA Fort Myers   | gravel     | Renée Richards     | 1-6, 7-6, 4-6 |
| 6.               | 1978-06-11 | WTA Beckenham    | gras       | Evonne Goolagong   | 4-6, 2-6      |

### WTA-finaleplaatsen vrouwendubbelspel
| nr.              | finale     | toernooi          | ondergrond    | partner            | tegenstandsters                      | score         |
| ---------------- | ---------- | ----------------- | ------------- | ------------------ | ------------------------------------ | ------------- |
| gewonnen finales |            |                   |               |                    |                                      |               |
| 01.              | 1973-05-12 | WTA Tokio         | tapijt (i)    | Kristien Kemmer    | Nancy Gunter Karen Krantzcke         | 8-6           |
| 02.              | 1976-11-29 | WTA Johannesburg  | hardcourt     | Valerie Ziegenfuss | Yvonne Vermaak Elizabeth Vlotman     | 6-1, 6-4      |
| 03.              | 1978-02-19 | WTA Montréal      | hardcourt (i) | Ann Kiyomura       | Mimmi Wikstedt Jane Stratton         | 6-4, 3-6, 6-4 |
| 04.              | 1978-06-11 | WTA Beckenham     | gras          | Sharon Walsh       | Lele Forood Raquel Giscafré          | 6-3, 6-1      |
| 05.              | 1979-01-21 | WTA Pasadena      |               | Sharon Walsh       | Diane Desfor Barbara Hallquist       | 3-6, 7-6, 7-5 |
| 06.              | 1979-02-25 | WTA Atlanta       | hardcourt (i) | Valerie Ziegenfuss | Sherry Acker Mary Carillo            | 6-2, 6-3      |
| 07.              | 1980-01-13 | WTA Cincinnati    | tapijt (i)    | Pam Shriver        | Mima Jaušovec Ann Kiyomura           | 6-3, 6-3      |
| 08.              | 1980-03-28 | WTA Carlsbad      | hardcourt     | Pam Shriver        | Rosie Casals JoAnne Russell          | 6-7, 6-4, 6-1 |
| 09.              | 1981-02-08 | WTA Hershey       | hardcourt (i) | Barbara Jordan     | Andrea Buchanan Kim Sands            | 7-5, 6-3      |
| 10.              | 1981-09-27 | WTA Atlanta       | tapijt (i)    | Betsy Nagelsen     | Rosie Casals Candy Reynolds          | 6-4, 7-5      |
| 11.              | 1982-10-24 | WTA Japan (Tokio) | hardcourt     | Barbara Jordan     | Naoko Satō Brenda Remilton           | 6-2, 6-7, 6-1 |
| 12.              | 1982-11-06 | WTA Hongkong      | gravel        | Alycia Moulton     | Jennifer Mundel Yvonne Vermaak       | 6-2, 4-6, 7-5 |
| verloren finales |            |                   |               |                    |                                      |               |
| 01.              | 1971-08-22 | WTA Haverford     | gras          | Marjory Gengler    | Lesley Bowrey Helen Gourlay          | 7-5, 1-6, 1-6 |
| 02.              | 1972-06-17 | WTA Beckenham     | gras          | Mona Schallau      | Olga Morozova Sharon Walsh           | 6-8, 1-6      |
| 03.              | 1975-01-12 | WTA Auckland      | gras          | Cecilia Martinez   | Evonne Goolagong Wendy Turnbull      | 3-6, 6-4, 4-6 |
| 04.              | 1976-05-23 | WTA Hamburg       | gravel        | Wendy Turnbull     | Delina Boshoff Ilana Kloss           | 6-4, 5-7, 1-6 |
| 05.              | 1976-08-15 | WTA Indianapolis  | gravel        | Wendy Turnbull     | Delina Boshoff Ilana Kloss           | 2-6, 3-6      |
| 06.              | 1978-09-17 | WTA San Antonio   |               | Françoise Dürr     | Ilana Kloss Marise Kruger            | 1-6, 4-6      |
| 07.              | 1978-11-05 | WTA Buenos Aires  | gravel        | Regina Maršíková   | Françoise Dürr Valerie Ziegenfuss    | 6-1, 4-6, 3-6 |
| 08.              | 1979-11-25 | WTA Brighton      | tapijt (i)    | Ilana Kloss        | Ann Kiyomura Anne Smith              | 2-6, 1-6      |
| 09.              | 1980-01-20 | WTA Kansas City   | tapijt (i)    | Pam Shriver        | Billie Jean King Martina Navrátilová | 3-6, 1-6      |
| 10.              | 1981-03-08 | WTA Las Vegas     | hardcourt (i) | Barbara Jordan     | Sherry Acker Paula Smith             | 6-2, 4-6, 3-6 |
| 11.              | 1982-10-18 | WTA Akishima      | gravel        | Barbara Jordan     | Naoko Satō Brenda Remilton           | 6-2, 3-6, 3-6 |

## Resultaten grandslamtoernooien
| Legenda | Legenda                          |
| ------- | -------------------------------- |
| g.t.    | geen toernooi gehouden           |
| l.c.    | lagere categorie                 |
| –       | niet deelgenomen                 |
| G       | uitgeschakeld in de groepsfase   |
| 1R      | uitgeschakeld in de eerste ronde |
| 2R      | uitgeschakeld in de tweede ronde |
| 3R      | uitgeschakeld in de derde ronde  |
| 4R      | uitgeschakeld in de vierde ronde |
| KF      | uitgeschakeld in de kwartfinale  |
| HF      | uitgeschakeld in de halve finale |
| F       | de finale verloren               |
| W       | het toernooi gewonnen            |
| w-v     | winst/verlies-balans             |

### Enkelspel
| toernooi        | 1968 |    | 1970 | 1971 | 1972 | 1973 | 1974 | 1975 | 1976 | 1977 | 1977 | 1978 | 1979 | 1980 | 1981 | 1982 | 1983 |
| --------------- | ---- | -- | ---- | ---- | ---- | ---- | ---- | ---- | ---- | ---- | ---- | ---- | ---- | ---- | ---- | ---- | ---- |
| Australian Open | –    | –  | –    | –    | –    | –    | 2R   | –    | –    | –    | –    | –    | –    | –    | –    | –    |      |
| Roland Garros   | –    | –  | –    | 1R   | 2R   | –    | –    | 2R   | 3R   | 3R   | 1R   | 2R   | 1R   | 1R   | 1R   | –    |      |
| Wimbledon       | –    | –  | –    | 4R   | 2R   | –    | 2R   | 1R   | 1R   | 1R   | 3R   | 4R   | –    | 2R   | 1R   | –    |      |
| US Open         | 2R   | 1R | KF   | 2R   | 1R   | 1R   | 1R   | 2R   | 3R   | 3R   | 2R   | 3R   | 3R   | 1R   | 1R   | 1R   |      |

### Vrouwendubbelspel
| toernooi        | 1970 | 1971 | 1972 | 1973 | 1974 | 1975 | 1976 | 1977 | 1977 | 1978 | 1979 | 1980 | 1981 | 1982 | 1983 |
| --------------- | ---- | ---- | ---- | ---- | ---- | ---- | ---- | ---- | ---- | ---- | ---- | ---- | ---- | ---- | ---- |
| Australian Open | –    | –    | –    | –    | –    | KF   | –    | –    | –    | –    | –    | –    | –    | –    | –    |
| Roland Garros   | –    | –    | –    | 2R   | –    | –    | 1R   | 2R   | 2R   | 1R   | 2R   | 2R   | 3R   | 1R   | –    |
| Wimbledon       | –    | –    | 2R   | KF   | –    | 3R   | KF   | 1R   | 1R   | 1R   | 2R   | –    | 2R   | 2R   | –    |
| US Open         | 1R   | 2R   | 1R   | 1R   | 1R   | 1R   | KF   | 1R   | 1R   | 2R   | 1R   | 1R   | 2R   | 1R   | 1R   |